# 보아: 정선집 Best single
〈보아: 정선집 Best single〉은 대한민국 여자 가수 보아가 중국에서 발표한 앨범이다. 한국에서 발매한 첫 번째 싱글 DOUBLE, 두 번째 싱글 Rock With You, 세 번째 싱글 Merry-Chri의 수록곡들로 구성된 싱글 베스트 판이다. 새롭게 중국어 버전으로 제작하지 않고, 한국어 버전 그대로 실렸다. 또한, DOUBLE과 Merry-Chri의 뮤직비디오가 수록된 VCD가 첨부되었다.

## 제작진
- 보컬 – 보아

## 수록곡

### CD
1. Double - 加倍
2. 「Always」 - 离别情景
3. Milky Way (Club Remix) - 银河 (Club Remix)
4. Rock with you - 和你一起摇滚
5. Atlanis Princess Just Fiction Mix2003 - 亚特兰蒂斯少女 Just Fiction Mix2003
6. Moon & Sunrise - 月光 & 日出
7. Merry-Chri - 圣诞快乐
8. MEGA STEP - 第一步
9. THE CHRISTMAS SONG - 圣诞节之歌
10. Double (Instrumental) - 加倍 (伴奏版)
11. Rock with you (Instrumental) - 和你一起摇滚 (伴奏版)
12. Merry Chri (Instrumental) - 圣诞快乐 (伴奏版)

### VCD
1. Double - 加倍 （MV）
2. Merry-Chri - 圣诞快乐 （MV）